# Jimin
Park Ji-min (Hangul: 박지민; Busan (Zuid-Korea), 13 oktober 1995), artiestennaam Jimin, is een Zuid-Koreaanse zanger, danser en songwriter. Hij debuteerde in 2013 als een van de zeven leden van de K-popgroep BTS. Vanaf december 2023 voerde hij zijn verplichte Militaire Dienstplicht bij het Zuid-Koreaanse leger. Hij voltooide deze op 11 juni 2025, samen met bandgenoot Jungkook.